# Proujany
Proujany (en biélorusse et en russe : Пружаны ; en łacinka : Pružany ; en polonais : Prużana) est une ville de la voblast de Brest, en Biélorussie, et le centre administratif du raïon de Proujany. Sa population s'élevait à 18 515 habitants en 2017.

## Géographie
Proujany est située à 74 km au nord-est de Brest. Elle est arrosée par le canal Vets.

## Histoire
Proujany était connue sous le nom de Daboutchine depuis 1487. Au XVIe siècle, elle était la propriété de la reine Bona Sforza de Pologne, qui développa l'influence de la Renaissance italienne dans cette partie de l'Union polono-lituanienne. En 1589, sa fille Anna accorda une charte à la ville ainsi que des armoiries — un serpent bleu avalant un bébé sur un bouclier d'argent. Le blason était emprunté à celui de la famille Sforza, de Milan. Proujany était un centre du commerce de poterie à cette époque.
Proujany fut rattachée à l'Empire russe en 1795, à l'occasion de la troisième partition de la Pologne. Au cours de la Première Guerre mondiale, en août 1915, Proujany fut occupée par les troupes allemandes. La ville devint polonaise à partir de 1921. Après le Pacte germano-soviétique et l'invasion de la Pologne orientale par l'Armée rouge, elle fut annexée à la république socialiste soviétique de Biélorussie. Elle devint le centre administratif d'un raïon le 15 janvier 1940. Durant la Seconde Guerre mondiale, Proujany fut occupée par l'Allemagne nazie du 26 juin 1941 au 17 juillet 1944. Un ghetto y fut créé, où durent s'entasser les Juifs de la région. Du 28 au 31 janvier 1943, les nazis déportèrent 10 000 Juifs de Proujany à Auschwitz, via Birkenau, où les hommes, femmes et enfants furent exterminés.
En 2003, la partie centrale Proujany a été reconstruite afin de préparer la ville pour le Festival national de la moisson Dojinki de l'automne 2003.

## Patrimoine
Au milieu du XIXe siècle, un riche propriétaire polonais, Walenty Szwykowski, fit aménager un parc et construire un palais que l'on peut encore voir. Ce palais abrite le musée de la ville ; on peut y voir une riche collection sur l'histoire et les arts de la région.
Une autre attraction touristique est une statue qui se trouve à la confluence de la rivière Moukha et du canal Vets ; elle représente un couple passionné sortant des eaux.

## Population
Recensements ou estimations de la population :
| 1897* | 1907  | 1921* | 1959* | 1970*  | 1979*  | 1989*  |
| ----- | ----- | ----- | ----- | ------ | ------ | ------ |
| 7 634 | 8 500 | 6 332 | 7 116 | 12 170 | 17 256 | 23 079 |

| 1999*  | 2009*  | 2013   | 2014   | 2015   | 2016   | 2017   |
| ------ | ------ | ------ | ------ | ------ | ------ | ------ |
| 20 020 | 19 032 | 18 884 | 18 796 | 18 619 | 18 459 | 18 515 |

## Personnalités liées à la ville
- Alexandre Okinczyc (1839-1886), médecin, y a fait ses études secondaires.
- Sofia Yanovskaïa (1896-1966), mathématicienne et historienne soviétique, est née dans la ville.
- Joseph B. Soloveitchik (1903-1993), rabbin et philosophe, est né dans la ville.
- Semion Gerschgorin (1901-1933), mathématicien, est né dans la ville.